# Кляйн-Роган
Кляйн-Роган (нім. Klein Rogahn) — громада в Німеччині, розташована в землі Мекленбург-Передня Померанія. Входить до складу району Людвігслуст-Пархім. Складова частина об'єднання громад Штралендорф.
Площа — 10,99 км2. Населення становить 1336 ос. (станом на 31 грудня 2020).

## Галерея

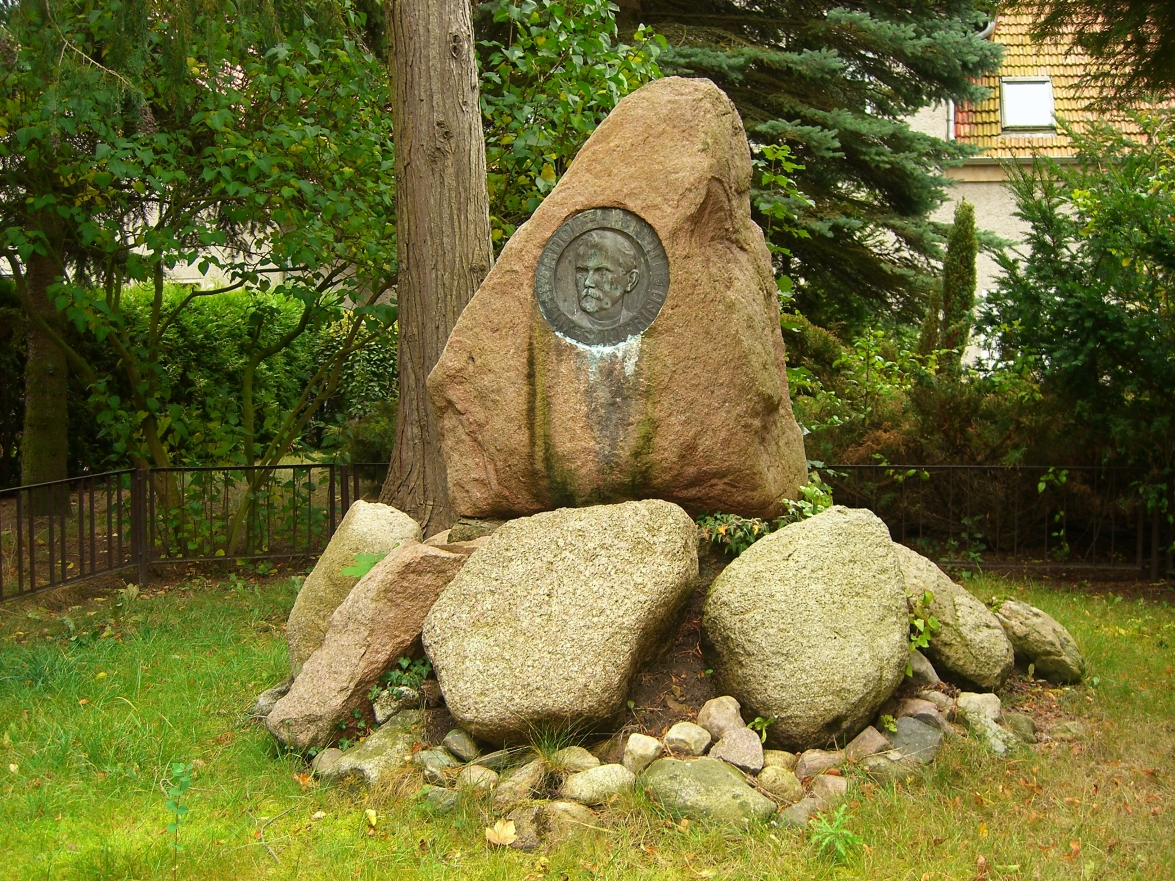